# اوتیس ترنر
اوتیس ترنر (انگلیسی: Otis Turner؛ ۲۹ نوامبر ۱۸۶۲ – ۲۸ مارس ۱۹۱۸) یک کارگردان اهل ایالات متحده آمریکا بود. وی بین سال‌های ۱۹۰۸ تا ۱۹۱۷ میلادی فعالیت می‌کرد. از آثار او می‌توان به فیلم جزیره هوس و از سواحل ایتالیا اشاره نمود.